# UK Open 2009
De Blue Square UK Open 2009 was de zevende editie van het PDC-dartstoernooi, gehouden van 4 tot 7 juni in het Reebok Stadium in Bolton (Verenigd Koninkrijk). Het format van het toernooi wijkt af van het 'normale' format, er wordt namelijk na elke ronde opnieuw geloot. Daarom wordt het ook wel The FA Cup of Darts genoemd, naar de speelwijze van het bekervoetbal.
Voor de derde maal sinds 2003 werd Phil Taylor de winnaar. Hij versloeg op zondagavond Colin Osborne met 11-6.

## Prijzengeld
- Kampioen £40.000
- Finalist £20.000
- Laatste 4 £10.000
- Laatste 8 £6.000
- Laatste 16 £4.000
- Laatste 32 £2.000
- Laatste 64 £1.000
- Totaal £200.000

## Loting en uitslagen

### Voorronde
Speelwijze: Best-of-11 legs.
Datum: 4 juni
- Gary Stephens 3-6  Ken Mather

### Eerste Ronde
Speelwijze: Best-of-11 legs.
Datum: 4 juni (gelijk met voorronde)
- Alex Roy 6-1              Richie Burnett
- James Barton 3-6          Toon Greebe
- Gary Welding 6-2          John Kuczynski
- Gary Mawson 6-1           Darren Weaver
- Michael Smith 5-6         Dave Ladley
- Darren Latham 5-6         Andy Boulton
- Anastasia Dobromyslova 2-6  Andy Roberts
- Louis Blundell 6-4        Ian Jopling
- Harry Robinson 0-6        Chris Cooper
- Roland Scholten 6-1       Derek Williams
- Dyson Parody 1-6          John MaGowan
- Phil Currie 2-6           Steve Dolan
- Matthew Campbell 1-6      Stuart Bousfield
- Peter Wright 6-4          Chris Hornby
- Les Fitton 6-5            Mark Cox
- Andy Pearce 5-6           Johnny Haines
- Adrian Genery 5-6         Chris Loudon
- Ian Critchett 6-5         Kevin Beare
- Graham Usher 3-6          Glen Durrant
- Ken Mather 6-4            Robbie Parker
- Duane Garfield 3-6        Dave Smith
- Paul Cook 6-2             Mike Langley
- Steve Evans 6-3           Mark Layton
- Par Riihonen 5-6          Steve Grubb
- Chris Mason 3-6           Steve Penney
- John McGuirk 6-2          Stuart Pickles
- Stephen Hardy 6-2         Coen Wiekamp
- David Fatum 5-6           Paul Rowley
- Stuart Monaghan 3-6       Alan Davie
- Lee Williams 6-1          Alan Caves
- David Smurthwaite 2-6     Mark Jodrill
- Joe Cullen 1-6            Justin Pipe

### Tweede Ronde
Speelwijze: Best-of-11 legs.
Datum: 4 juni (na afloop van eerste ronde)
- Mick McGowan     3-6  John Part
- Wayne Mardle     6-4  Les Fitton
- Paul Nicholson   6-4  Gary Anderson
- Andy Roberts     6-2  Steve Beaton
- Kirk Shepherd    3-6  Steve Brown
- Nick Fullwell    1-6  Andy Smith
- Alan Davie       2-6  Peter Wright
- Tony Ayres       3-6  Joe Cullen
- Martyn Turner    4-6  Dave Honey
- Jason Clark      6-4  Stuart Bousfield
- Stephen Hardy    3-6  Jan van der Rassel
- Michael Barnard  6-0  Steve Maish
- Matt Clark       3-6  Alex Roy
- Tony Eccles      6-3  Toon Greebe
- Paul Rowley      6-3  Dave Ladley
- Glen Durrant     6-2  John McGuirk
- Ken Dobson      6-5  Paul Knighton
- Gary Welding    6-0  John MaGowan
- Steve Penney    5-6  Steve Grubb
- Colin Monk      6-5  Larry Butler
- Adrian Gray     5-6  Dave Askew
- Roland Scholten 6-1  Ian Critchett
- Mark Jodrill    2-6  Chris Thompson
- Louis Blundell  6-0  Kevin Dowling
- Chris Loudon    5-6  Chris Cooper
- Wes Newton      6-4  Andy Boulton
- Dave Smith      2-6  Denis Ovens
- Steve Evans     5-6  Steve Dolan
- Paul Cook  0-6 (bye)  Mark Lawrence
- Lee Williams    6-4  Wayne Atwood
- Gary Mawson     4-6  Johnny Haines
- Dennis Smith    1-6  Ken Mather

NB: Lawrence kreeg de bye omdat Cook niet/te laat bij het bord verscheen.

### Derde Ronde
Speelwijze: Best-of-17 legs.
Datum: 5 juni 
In de derde ronde stromen naast de winnaars van de tweede ronde ook de top-32 van de UK Open Order of Merit in.
- Michael van Gerwen 4-9  Andy Hamilton
- Adrian Lewis 9-2  Robert Thornton
- Lee Williams 1-9  Phil Taylor
- Peter Manley 9-8  James Wade
- Denis Ovens 3-9  Alan Tabern
- Mark Walsh 9-2  Wayne Mardle
- Colin Lloyd 9-8  John Part
- Raymond van Barneveld 9-4  Ken Dobson
- Ronnie Baxter 9-7  Tony Eccles
- Barrie Bates 3-9  Steve Grubb
- Roland Scholten 9-6  Darren Johnson
- Andy Roberts 9-7  Louis Blundell
- Gary Welding 9-5  Steve Hine
- Ken Mather 9-7  Paul Nicholson
- Kevin Painter 9-4  Dave Askew
- Dennis Priestley 9-4  Colin Monk
- Mark Dudbridge 9-7  Johnny Haines
- Co Stompe 6-9  Mark Frost
- Dave Honey 5-9  Wes Newton
- Mark Webster 9-6  Peter Wright
- Colin Osborne 9-2  Jason Clark
- Alex Roy 9-5  Lionel Sams
- Jan van der Rassel 7-9  Jelle Klaasen
- Andy Smith 9-3  Chris Cooper
- Steve Dolan 1-9  Jamie Caven
- Andy Jenkins 9-5  Justin Pipe
- Brendan Dolan 7-9  Kevin McDine
- Mervyn King 8-9  Michael Barnard
- Vincent van der Voort 6-9  Wayne Jones
- Steve Brown 8-9  Mark Lawrence
- Paul Rowley 1-9  Chris Thompson
- Glen Durrant 1-9  Terry Jenkins

### Vierde Ronde
Speelwijze: Best-of-17 legs.
Datum: 6 juni
- Peter Manley     4-9  Mark Webster
- Andy Hamilton    7-9  Raymond van Barneveld
- Phil Taylor      9-3  Ken Mather†
- Mark Walsh       9-3  Adrian Lewis
- Colin Osborne    9-7  Wayne Jones
- Jamie Caven      9-6  Jelle Klaasen
- Kevin McDine     7-9  Alan Tabern
- Andy Jenkins     7-9  Terry Jenkins
- Michael Barnard  6-9  Andy Smith
- Dennis Priestley 9-8  Mark Frost
- Steve Grubb      4-9  Kevin Painter
- Wes Newton       9-6  Roland Scholten
- Gary Welding     1-9  Ronnie Baxter
- Alex Roy         9-8  Andy Roberts†
- Colin Lloyd      9-2  Chris Thompson
- Mark Lawrence    9-4  Mark Dudbridge

† Mather en Roberts krijgen beiden een bonus van £1.500 omdat ze de qualifiers zijn die het verst gekomen zijn. Qualifiers zijn spelers die niet door hun ranking toegelaten zijn maar door het spelen van een kwalificatietoernooi.

### Vijfde Ronde
Speelwijze: Best-of-17 legs.
Datum: 6 juni
- Ronnie Baxter 9-4  Mark Walsh
- Kevin Painter 9-3  Dennis Priestley
- Colin Osborne 9-4  Raymond van Barneveld
- Phil Taylor   9-2  Andy Smith
- Mark Lawrence 9-3  Colin Lloyd
- Alex Roy     3-9  Jamie Caven
- Mark Webster  7-9  Terry Jenkins
- Wes Newton    8-9  Alan Tabern

### Kwartfinales
Speelwijze: Best-of-17 legs.
Datum: 7 juni
- Kevin Painter 10-8  Alan Tabern
- Colin Osborne 10-3  Jamie Caven
- Ronnie Baxter 10-7  Terry Jenkins
- Mark Lawrence 0-10  Phil Taylor

### Halve Finale
Speelwijze: Best-of-19 legs.
Datum: 7 juni
- Colin Osborne 10-7  Kevin Painter
- Ronnie Baxter 6-10  Phil Taylor

### Finale
Speelwijze: Best-of-21 legs.
Datum: 7 juni
- Phil Taylor 11-6  Colin Osborne

## Regional Finals Finales
| Datum | Regio                   | Plaats    | Winnaar         | Score | Finalist              |
| ----- | ----------------------- | --------- | --------------- | ----- | --------------------- |
| 11-01 | NE (Noordoost-Engeland) | Doncaster | Colin Lloyd     | 6-1   | Colin Osborne         |
| 08-03 | SCO (Schotland)         | Irvine    | Robert Thornton | 6-2   | Dennis Priestley      |
| 15-03 | NW (Noordwest-Engeland) | Wigan     | James Wade      | 6-3   | Kevin McDine          |
| 22-03 | SE (Zuidoost-Engeland)  | Brentwood | Phil Taylor     | 6-4   | Terry Jenkins         |
| 29-03 | WM (West Midlands)      | Coventry  | Phil Taylor     | 6-5   | Wayne Jones           |
| 12-04 | SW (Zuidwest-Engeland)  | Taunton   | Phil Taylor     | 6-0   | Andy Hamilton         |
| 19-04 | EM (East Midlands)      | Derby     | Mark Walsh      | 6-5   | Raymond van Barneveld |
| 10-05 | WAL (Wales)             | Newport   | Jamie Caven     | 6-5   | Alan Tabern           |

2003 · 2004 · 2005 · 2006 · 2007 · 2008 · 2009 · 2010 · 2011 · 2012 · 2013 · 2014 · 2015 · 2016 · 2017 · 2018 · 2019 · 2020 · 2021 · 2022 · 2023 · 2024 · 2025